# Мартыновка (Карловский район)
Мартыновка (укр. Мартинівка, до 2016 г. — Халтурино) — посёлок,
Халтуринский сельский совет,
Карловский район,
Полтавская область,
Украина.
Код КОАТУУ — 5321685601. Население по переписи 2001 года составляло 1722 человека.
Является административным центром Халтуринского сельского совета, в который, кроме того, входят посёлки
Вакулиха,
Красное,
Тишенковка,
Шевченко,
Майское и село
Марьяновка.

## Географическое положение
Посёлок Мартыновка находится в 6-и км от правого берега реки Орчик,
в 5-и км от села Варваровка.
По посёлку протекает пересыхающий ручей с запрудой.

## Экономика
- Бурякосовхоз,

## Объекты социальной сферы
- Школа.